# Lotte H. Eisner
Pour les articles homonymes, voir Eisner.
Lotte H. Eisner, née le 5 mars 1896 à Berlin et morte le 25 novembre 1983 à Garches, est une historienne du cinéma et une critique de cinéma française d'origine allemande.

## Biographie
Lotte Henriette Eisner nait à Berlin en 1896. Fille d'un commerçant (de tissu) juif, elle étudie à Munich et à Berlin et obtient un doctorat en art et archéologie. À partir de 1927, elle est critique de théâtre, puis critique de cinéma, travaillant notamment pour Film-Kurier, quotidien de cinéma publié à Berlin.
En 1933, elle fuit l'Allemagne pour échapper aux persécutions nazies et se réfugie en France. Elle se lie d'amitié avec Henri Langlois et en 1937, entre à la Cinémathèque française que viennent de fonder Langlois et Georges Franju. Pendant la Seconde Guerre mondiale, elle se cache dans le Lot mais est finalement internée dans le camp de Gurs (Pyrénées-Atlantiques) dont elle parvient à s’échapper en 1941. Elle vit alors dans le Lot sous une autre identité, tout en poursuivant son travail avec Henri Langlois. Mais elle est arrêtée par la Gestapo en mars 1944. Heureusement, elle porte sur elle une lettre de Langlois qui précise que « Melle Escoffier travaille pour la Cinémathèque française » ; cela lui sauve la vie.
Après la Libération, de retour à Paris, elle devient, en 1945, conservatrice en chef de la Cinémathèque française, fonction qu'elle occupe jusqu'à sa retraite en 1975. Parallèlement, elle écrit pour des revues de cinéma, en France comme en Allemagne : La Revue du cinéma, les Cahiers du cinéma, Filmkritik, Filmfaust, ...
À partir de 1952, elle publie plusieurs livres majeurs sur le cinéma allemand et sur les réalisateurs qu'elle a approchés : L'Écran démoniaque, F. W. Murnau, Fritz Lang.
En novembre 1974, Eisner tombe malade. Craignant qu'elle ne meure de la maladie, son ami le cinéaste Werner Herzog entreprend une marche à pied de Munich, où il se trouve lorsqu'il apprend la nouvelle, à Neuilly-sur-Seine, où réside Eisner. Il marche pour conjurer le sort, affirmant qu'il « ne peut y avoir de cinéma allemand sans elle ». Il y parvient en trois semaines. Eisner guérit et vivra encore neuf ans. Herzog a publié le journal de son voyage en 1978 sous le titre Sur le chemin des glaces (Vom Gehen im Eis).

## L'écran démoniaque(1952)
L'écran démoniaque (1952, publié d'abord en français, puis en 1955 en allemand, Die Dämonische Leinwand) est l'ouvrage le plus important d'Eisner. Elle y propose une reconsidération du cinéma expressionniste allemand, sérieusement discrédité dans l'immédiat après-guerre pour avoir été considéré comme l'une des sources esthétiques du nazisme, notamment par Siegfried Kracauer dans son influent De Caligari à Hitler (1947).
Eisner y déploie une analyse magistrale du cinéma expressionniste en 20 chapitres. Elle propose sa lecture de plus de quarante films de la période 1920-33, à partir du Cabinet du docteur Caligari (1920). Elle introduit également les concept-clés pour aborder le cinéma de la période (Helldunkel ou clair-obscur, Stimmung, Umwelt, Kammerspiel).
Eisner explique dans sa préface à la traduction anglaise (The Haunted Screen) qu'elle entend « démoniaque » non pas en rapport avec les démons, mais au sens de l'étymologie grecque (δαίμων, daimōn) pour signifier, suivant Goethe avec ce même mot, « qui a trait à la nature des pouvoirs surnaturels ».
De fait, Eisner place en épigraphe de son ouvrage la citation de Leopold Ziegler tirée de Das Heilige Reich der Deutschen (Le Saint Empire des Allemands, 1925), qui emploie le mot « démoniaque » dans ce sens de « spirituel »: « L’homme allemand, c'est l'homme démoniaque (dämonisch) par excellence. Démoniaque semble véritablement l'abîme qui ne peut être comblé, la nostalgie qui ne peut être apaisée, la soif qui ne peut être étanchée... ». Eisner centre en effet sa réflexion sur la manière dont l'expressionnisme reflète ce qu'elle nomme « l'esprit allemand ». Elle ouvre son texte sur le passage fameux de Goethe, « les Allemands sont des gens bizarres, avec leurs pensées profondes... » (lettre à Eckermann, 6 mai 1827), et emploie régulièrement les termes « goût allemand » et « style allemand ».
Eisner explore d'abord les sources du style cinématographique expressionniste. Elle met l'accent sur deux sources que les critiques précédents avaient sous-estimées: (a) la littérature expressionniste et ses écrits théoriques (contrairement à l'historiographie habituelle qui portait l'accent sur le rôle des arts visuels expressionnistes); (b) la mise en scène théâtrale, en particulier le travail du pionnier Max Reinhardt (cf. Kammerspielfilm), contre lequel l'expressionnisme réagit.
S'agissant de la théorie littéraire, Eisner s'appuie notamment sur l'essai de Kasimir Edschmid, Über den Expressionismus in der Literatur (Au sujet de l'expressionnisme en littérature, 1919). Edschmid voyait l'expressionnisme avant-tout comme une réaction à l'impressionnisme. Si l'impressionnisme se concentrait sur la perception des apparences, l'expressionnisme nie la pertinence de ces perceptions superficielles pour se concentrer sur la vérité profonde des choses (« L'expressionniste ne voit pas, il a des visions », affirme Eisner reprenant la formule fameuse d'Edschmid).
À partir de ces prémisses de base (« esprit allemand » comme étalon esthétique, accent sur les sources littéraires et théâtrales), L'écran démoniaque analyse les films majeurs de l'expressionnisme. Les figures qui reçoivent les plus d'attention sont Murnau et Lang. Eisner se penche non seulement sur le travail des réalisateurs, mais aussi celui des scénaristes, scénographes, cadreurs, acteurs (p.ex. Louise Brooks) et producteurs (p. ex. E.A. Dupont). Elle termine son tour d'horizon non pas avec l'avènement du sonore ou du cinéma nazi (Steinhoff, Riefenstahl), mais en donnant un bref aperçu du cinéma d'après-guerre (Dudow, Staudte, Käutner, Stemmle, tous vivement critiqués). Elle suggère ainsi que son livre va au-delà du manuel sur l'expressionnisme, et tend vers une histoire générale du cinéma allemand, dans lequel l'expressionnisme est explicitement présenté comme point de référence et âge d'or. L'ouvrage est richement illustré, avec des instantanés des films, mais aussi des photographies prises sur les plateaux de tournage.

## Hommages
- Les films L'Énigme de Kaspar Hauser de Werner Herzog (1974) et Paris, Texas de Wim Wenders (1984) lui sont dédiés.
- S. M. Horowitz lui a consacré le film documentaire Lotte Eisner in Germany (1947).
- Le livre Sur le chemin des glaces (Vom Gehen im Eis, 1978) de Werner Herzog est le journal de la marche du réalisateur de Munich à Paris pour rendre visite à Eisner malade.
- À la Cinémathèque française, la quatrième  plus grande salle de projection (95 fauteuils) porte son nom.

## Publications
- L'Écran démoniaque, première édition, André Bonne éditeur, collection Encyclopédie du cinéma, Paris, 1952 (BNF 32073262) ; édition définitive, Éric Losfeld, Le Terrain vague, Paris, 1965 (BNF 32992251) ; édition nouvelle enrichie d'illustrations et de textes, Éric Losfeld, 1981, (BNF 34761249) ; réédition Petite bibliothèque des Cahiers du cinéma, 2006  (ISBN 9782866424671)
- F. W. Murnau, Losfeld, Le Terrain vague, Paris, 1964 ; réédition Éditions Ramsay, 1996  (ISBN 9782859566548)
- Fritz Lang, traduction de Bernard Eisenschitz, Éditions de l'Étoile, Cinémathèque française, Paris, 1984 ; réédition Petite bibliothèque des Cahiers du cinéma, 2005 (BNF 40052476)
- (de) Ich hatte einst ein schönes Vaterland - Memoiren, Deutscher Taschenbuch Verlag, Munich, 1988 ; publié en français sous le titre J'avais jadis une belle patrie, (trad. Marie Bouquet), Marest éditeur, 2022.

## Entretiens
- « De l'archéologie à l'Histoire », par Marcel Martin, Chantal de Béchade, Alain Garel, Raymond Lefèvre, Daniel Sauvaget, Image et Son, n° 377, novembre 1982, pp. 127–130.
- « Die Eisnerin. Entretien avec Lotte H. Eisner », par Renaud Bezombes, Michel Celemenski et Carine Varène, Cinématographe, n° 73, décembre 1981, pp. 25–38.
- « Entretien avec Lotte Eisner », Connie Greenbaum, Image et Son, n° 283, avril 1974, pp. 67–69.
- Jean-Michel Palmier &  Lotte Henriette Eisner, « Les longues vacances de Lotte H. Eisner », dans Gilbert Badia (dir.), Exilés en France : Souvenirs d'antifascistes allemands émigrés (1933-1945), La Découverte, 1981 (lire en ligne), p. 279-312.
- D.D. Williams, « Films in Paris: Lotte H. Eisner » [interview de Lotte Eisner], Cinema Journal, 1975, No. 3, pp. 68–74.